# Таджиев, Асомиддин Джалолович
Асомиддин Джалалович Таджиев (узб. Асомиддин Тожиев) — узбекский архитектор, генеральный директор и главный архитектор ДП «Архдизайн».
Начальник главного управления архитектуры и строительства Ташкента — главный архитектор Ташкента (2015—2018).
Заместитель председателя Государственного комитета Республики Узбекистан по архитектуре и строительству по архитектуре.

## Биография
В 1984 году Асамиддин Таджиев закончил архитектурный факультет Ташкентского политехнического института.
В 1989 году окончил аспирантуру Ташкентского политехнического института.
С 2015 по 2018 год был главным архитектором Ташкента. В 2017 был заместителем председателя Государственного комитета по архитектуре и строительству. 3 июня 2017 года высказал приветствие на архитектурном симпозиуме в Ташкентском архитектурно-строительном институте (ТАСИ).
С 2019 по 2021 год был заместителем председателя союза архитекторов.

## Реализованные проекты
Ряд реализованных проектов:
- Организация «Узгипротяжпром» (ныне «Узогирсаноатлойиха»);
- Многофункциональный торговый комплекс СП IT & P по улице Фараби;
- Торговый центр Sansiaar по улице Бунедкор;
- Реконструкция центрального стадиона «Пахтакор»;
- Реконструкция офиса Федерации футбола Республики Узбекистан (2006).

## Нереализованные проекты
- Tornado — высотный символ Дубая (2008; Мусаков Фарход. Авторский коллектив: Таджиев А., Киреев В., Атаханов М. Частная студия МАСТЕР ДИЗАЙН). Диплом «Союза Московских Архитекторов» на конкурсе молодых архитекторов «Леонардо-2009»[19].

## Цитаты
3 октября 2017 года отметил: 

Приостановление строительства наземного метро в Сергели — это лишь слухи. И они далеки от истины. Строительство метро идет своим чередом. В настоящее время колонны и другие конструкции, используемые при строительстве, готовятся на заводе. Для залитого бетона, чтобы он стал прочным, требуется 28 дней. При строительстве метро самое сложное — установка колонн. Когда установят колонны, проделанная работа будет более заметна. Вся работа ведется по согласованному графику